# Clientèle diffuse
 (juin 2015).
Si vous disposez d'ouvrages ou d'articles de référence ou si vous connaissez des sites web de qualité traitant du thème abordé ici, merci de compléter l'article en donnant les références utiles à sa vérifiabilité et en les liant à la section « Notes et références ».
Une clientèle diffuse est une clientèle dont il est malaisé - compte tenu de la nature des biens/ services offerts ou des clients concernés - d'identifier ou de localiser les clients et/ou les prospects potentiels.
Exemple : Un sculpteur, un fabricant de petits objets de publicité est rarement l'initiateur du premier contact avec sa clientèle (lequel contact pouvant d'ailleurs et à la limite ne jamais se produire de manière directe). 

## Intérêt de la Notion
Selon les usages et les bonnes pratiques, ce type de clientèle entraine des conséquences particulières :
- Ce type de clientèle n'étant pas identifiable, il est généralement inefficace de chercher à en dresser la liste nominative. Il peut néanmoins être très utile d'en établir une typologie voire une segmentation.
- Ce type de clientèle n'étant pas davantage localisable, toute tentative de localisation précise et a fortiori nominative est impossible. Des indications très globales concernant la localisation peuvent cependant être trouvées dans des études de synthèse.

Par contre, il est plus productif et donc chaudement recommandé de s'appuyer sur un réseau d'intermédiaires ou réseau relationnel tant pour établir qu'entretenir la relation avec la clientèle.
Ainsi dans le cas de notre sculpteur, celui-ci aura intérêt à construire et à faire jouer un réseau composé de Galerie d'art, d'experts, de critiques artistiques, d'agents, de journalistes et /ou de médias spécialisés, ceci dans le but :
- de faire passer par leur intermédiaire une information en direction de la clientèle
- de récolter en retour des informations précises et documentées sur d'éventuels prospects, voire d'éventuelles commandes . (ce qui peut impliquer la mise en place d'un système plus ou moins formel de rétribution ou de récompense : Commission, commission d'apport, commission d'affaire, etc.)

En clientèle diffuse, la capacité à construire, à animer et à entretenir un bon réseau relationnel est un facteur clé de succès